# Radio Rewrite
Radio Rewrite est une œuvre de musique contemporaine de Steve Reich composée en 2012 pour un ensemble de onze musiciens et créée le 5 mars 2013 à Londres par le London Sinfonietta. C'est une œuvre directement inspirée de certaines compositions du groupe Radiohead.

## Historique
En 2008, Steve Reich compose 2×5 qui marque une évolution dans ses approches instrumentale et interprétative puisque l'œuvre introduit des éléments de la musique rock/pop (batterie, guitares et basse électriques) et qu'elle sera notamment jouée par Jonny Greenwood du groupe Radiohead. Après une rencontre avec l'ensemble du groupe en septembre 2011, lors du festival Sacrum Profanum de Cracovie en Pologne, où Greenwood interprète une nouvelle version d'Electric Counterpoint, Steve Reich décide en 2012 de poursuivre dans cette voie, notamment sous l'influence des compositions du groupe anglais qu'il avait auparavant découvert grâce au film There Will Be Blood (2007) de Paul Thomas Anderson et auquel il s'est intéressé comme source d'inspiration mélodique et textuelle,,.

En 2012, les ensembles London Sinfonietta et Alarm Will Sound de New York commandent à Steve Reich une pièce qu'il compose dans un premier temps pour quinze musiciens et bande magnétique. Déçu du résultat, il décide de récrire une partition en s'inspirant des chansons Everything in Its Right Place (de l'album Kid A paru en 2000) et Jigsaw Falling into Place (de l'album In Rainbows paru en 2007) de Radiohead, qu'il intitule Radio Rewrite afin de signifier clairement la parenté,,. Les emprunts très libres aux compositions de Radiohead sont cependant de l'ordre de l'esprit des mélodies du groupe, Steve Reich déclarant :

« Quand vous écoutez, vous percevez un souffle de Radiohead, mais 90 % du temps ce n'est pas le cas, »

— Steve Reich, 2013
L'œuvre est créée le 5 mars 2013 au Royal Festival Hall de Londres par le London Sinfonietta sous la direction de Brad Lubman,,, réalise une courte tournée au Royaume-Uni, puis est interprétée le 16 mars 2013 par l'ensemble Alarm Will Sound au Bing Concert Hall de l'université Stanford en Californie et le 16 novembre 2013 lors de sa première à New York au Metropolitan Museum of Art.
Une création française partielle (mouvements 1, 2 et 5) a eu lieu le 1er avril 2014 au conservatoire de Cergy-Pontoise – donné par un ensemble d'étudiants de ce dernier –, dans le cadre du concert d'ouverture des Rencontres internationales de composition de Cergy-Pontoise.

## Structure
La pièce est constituée de cinq parties — les parties rapides sont inspirées de Jigsaw Falling into Place et les parties lentes de Everything in Its Right Place — jouées en un seul mouvement :
1. Part I – Fast
2. Part II – Slow
3. Part III – Fast
4. Part II – Slow
5. Part V – Fast

Elle est composée pour un ensemble de onze instruments comprenant une flûte, une clarinette, deux vibraphones, deux pianos, un quatuor à cordes et une guitare basse électrique. Son exécution dure environ 20 minutes.

## Réception critique
Lors de la création de l'œuvre donnée à Londres en mars 2013, Radio Rewrite reçoit une très grande attention dans les médias, avec de très nombreux articles dans la presse britannique,, — certains précédant même la première de plus d'une année —, et une diffusion en simultanée sur la BBC Radio 3. Cependant, si la publicité faite autour de cette interpénétration de l'univers de Radiohead dans la musique contemporaine dite « savante » a suscité beaucoup d'attente, la réception critique est relativement circonspecte considérant le résultat comme « pas entièrement satisfaisant [...] et parfois indigeste notamment dans les parties lentes », plus proche d'un quiz sur Radiohead du type « coucou, cherchez l'air » auquel s'est ajouté un problème d'interprétation, notamment dans la désynchronisation des pianos entre eux et avec le reste de l'ensemble, même si certains passages présentent « des éclairs de réelle beauté ». En revanche pour le critique du Financial Times l'œuvre est « une riche et impressionnante pièce [...] ayant trait avec l'établissement d'une atmosphère ».

## Enregistrements
- Radio Rewrite par le groupe Alarm Will Sound, Nonesuch Records, 2014.
- Double Sextet / Radio Rewrite par l'Ensemble Signal dirigé par Brad Lubman, Harmonia Mundi, 2016[18].